# Ben Howlett

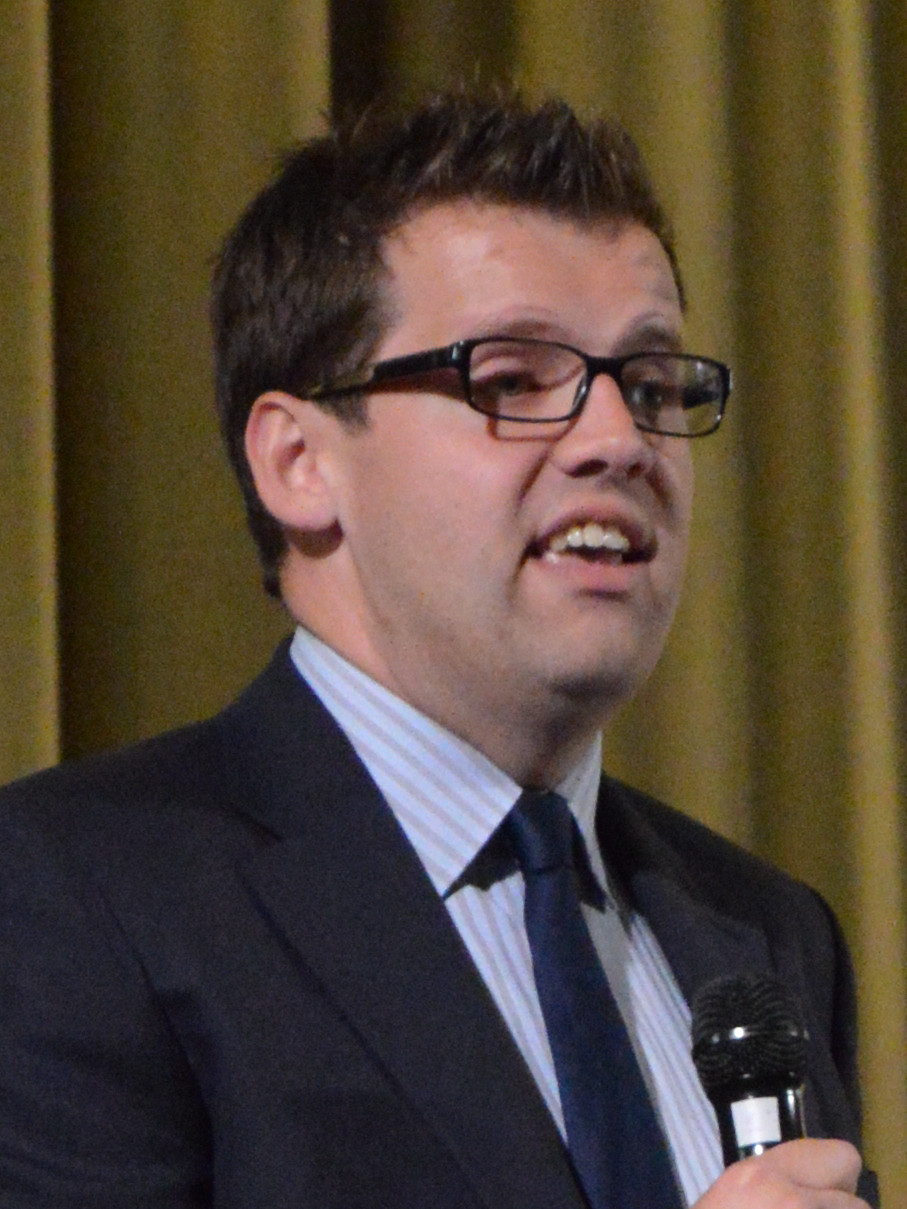
Ben Howlett

Ben Howlett (* 21. August 1986) ist ein britischer Politiker der Conservative Party.

## Leben
Howlett besuchte die Manningtree High School in Essex und studierte Geschichte und Politikwissenschaften an der University of Durham und Wirtschaftsgeschichte an der University of Cambridge. Zwischen 2015 und 2017 war er Abgeordneter im House of Commons.